# Advanced Passive
Advanced Passive je produktová řada jaderných reaktorů společnosti Westinghouse Electric. Reaktory jsou tlakovodní koncepce s vylepšeným využitím pasivní jaderné bezpečnosti a mnoha konstrukčními prvky, které mají snížit potřebné nutné investice a minimalizovat náklady na jejich výstavbu. Jedná se o vlajkovou loď a nejpokročilejší model společnosti Westinghouse Electric. Společně s Westinghouse jsou stavěny adaptace těchto reaktorů v Číně pod názvem China Advanced Passive.
Návrh vychází z mnoha předešlých čtyřsmyčkových návrzích reaktorů od společnosti Westinghouse, nebo jiných společností, například reaktor System 80 od Combustion Engineering, přičemž se snaží eliminovat jejich technické a ekonomické nedostatky. Prvním reaktorem řady byl AP600, který společnost Westinghouse navrhovala v 90. letech za účelem vytvořit model reaktoru, který bude atraktivní pro malé trhy, kde by velký reaktor nebyl vhodný. Model však nebyl úspěšný a do sériové výroby se nedostal. Jeho technické úspěchy však byly převzaty do dalšího vývoje.
Základním reaktorem řady Advanced Passive se stal AP1000, vyvinutý z AP600. Z modelu AP1000 byly později vyvíjeny další varianty, jako modulární AP300. Čínská adaptace Advanced Passive byla zcela založena na AP1000.
Reaktory Advanced Passive (případně jejich adaptace) jsou v provozu ve Spojených státech, v Číně a plánují se v Indii, na Ukrajině, v Polsku a Bulharsku. Další země o jejich výstavbě uvažují, například Slovensko nebo Brazílie.

## Historie a technické informace

### Počátky
Samotný návrh Advanced Passive nebyl původním záměrem. Záměr vyvinout pokročilý tlakovodní reaktor se poprvé objevil na počátku 80. let od společností Westinghouse a Mitsubishi. Důvodem byl záměr společností Hitachi, Toshiba a General Electric vyvinout pokročilý varný reaktor, který byl pro Westinghouse vnímán jako nebezpečná konkurence.
V roce 1982 Westinghouse spolu s Mitsubishi a pěti dalšími japonskými výrobci komponent pro reaktory podepsal plán financování a rozvoje. Hlavní cíle byly:
- Změna neutronového spektra
- Snížení spotřeby uranu asi o 20 % snížením hustoty jádra
- Podobný výkon jako stávající modely na trhu ve třídě 1200 až 1300 MW
- Prodloužené provozní intervaly mezi výměnami paliva až na 18 měsíců
- Lepší flexibilita řízení výkonu

### AP600
Později se však ukázalo, že by vývoj takového reaktoru byl neekonomický a Westinghouse se rozhodl navrhnout novou verzi reaktoru Westinghouse M212. Tento typ reaktoru byl postaven pouze třikrát; v jaderné elektrárně Krško, Bataan a Angra. Číslo 2 v názvu modelu znamená, že systém je vybaven dvěma smyčkami, tzn. dvěma parogenerátory – primární okruh je rozdělen do dvou samostatných okruhů. Číslo 12 označuje výšku aktivní zóny ve stopách.
Podle hodnocení společnosti Westinghouse šlo o jeden z nejspolehlivějších modelů dodávaných ve třídě okolo 600 MW, a to jak z hlediska dostupnosti, ekonomické efektivity, provozu elektrárny a flexibility. Westinghouse toho využil jako příležitost navrhnout model na této úrovni výkonu, který byl zaměřen na americký trh a export. Jako základ byl vybrán poslední projekt ze série M212 ve filipínském Bataanu. Westinghouse začal tento reaktor vyvíjet v roce 1984 jako součást iniciativy Electric Power Research Institute a amerického ministerstva energetiky. Původně byl návrh známý pod názvem Advanced 600 MW PWR, ale později byl změněn na Advaned Passive. Finální podoba názvu byla AP600. Jednou z nejdůležitějších vlastností měla být modulová struktura bloku, aby při vysokém stupni předmontáže bylo možné díly poskládat pomocí modulárního principu a blok postavit do tří let.
První projekt reaktoru byl dokončen v roce 1989. Následující rok společnost Westinghouse obdržela smlouvu a 120 milionů dolarů od Výzkumného ústavu elektrické energie a Ministerstva energetiky Spojených států amerických na vytvoření podrobného návrhu a poté jej nechala podrobit NRC, aby mohl být návrh licencován. Společnost Westinghouse předložila licenční dokumenty úřadu v roce 1992. V září 1998 byl návrh schválen a v prosinci 1999 obdržel licenci.

### Evropská varianta
V roce 1994 Westinghouse a konsorcium GENESI, společný podnik mezi Ansaldo a Fiat, a další evropské společnosti spojily své síly, aby přizpůsobily technologii AP600 pro evropský trh. Na tomto základě byl vytvořen název pro budoucí návrh - European Passive (EP nebo EPP). Do roku 1996 byl na základě počáteční fáze hodnocení upřednostňován jako nejlepší řešení model reaktoru o výkonu 1000 MW. Během této fáze byl navržen model reaktoru EP1000, který je podobný reaktoru AP600, ale místo pouhých dvou smyček má navíc třetí smyčku pro dosažení výkonu 1000 MW.

### AP1000
Se záměrem Westinghouse využít nákladově efektivnější a jednodušší design EP1000, společnost návrh využila. Samotný návrh reaktoru EP1000 byl opuštěn a dále se nevyvíjel, ale to otevřelo společnosti Westinghouse cestu vyvinout nový model.
V roce 1999, kvůli stagnaci prodeje jaderných reaktorů, Westinghouse začal vyhodnocovat vývoj většího reaktoru založeného na AP600 a EP1000. Reaktor nazvaný AP1000 měl být nákladově efektivnější než jeho předchůdci. AP600 měl sloužit jako základ pro systém reaktoru. Zejména komponenty měly být jednoduše zvětšeny a limity zvýšeny, aby bylo zachováno uspořádání se 2 smyčkami. Primární roli hrál ekonomický faktor. Z EP1000 byla zachována budova reaktoru a pomocné systémy, které byly pokročilejší než v návrhu AP600. Dne 28. března 2002 podal Westinghouse žádost o udělení licence na AP1000 u Nuclear Regulatory Commission.
Na rozdíl od AP600 byl AP1000 již ve fázi návrhu v roce 2003 považován za horkého kandidáta na výstavbu nových jaderných elektráren v příštím desetiletí od roku 2010 do roku 2020, a to jak na národní, tak na mezinárodní úrovni. V lednu 2006 byl AP1000 oficiálně certifikován Nuclear Regulatory Commission.
Prodejem Westinghouse společnosti Toshiba, konkurentovi Mitsubishi, společnost Mitsubishi Heavy Industries ukončila svou účast na AP1000, ale na oplátku získala plná licenční práva na APWR.

### China Advanced Passive
Již v roce 1989 Čínská lidová republika adaptovala AP600 ve svém vlastním designu, AC600, který je pouze koncepčně založen na AP600, ale technicky jde o vlastní vývoj a je založen na reaktoru CNP-600 z jaderné elektrárny Čchin-šan. Reaktor AC600 byl technicky navržen tak, aby mohl být zvětšen na 1000 MW, ale to se nikdy nestalo. Ve spolupráci Číny s Westinghouse totiž v roce 1998 vznikl návrh na další vývoj AP600 a AC600 v provedení nazvaném CAP600 s životností 60 let. Model reaktoru měl být navržen tak, že výkon návrhu bylo možné snadno zvýšit na 900 MW přidáním třetího primárního okruhu, podobně jako u evropské pasivní elektrárny s EP1000.
V roce 2004 vypsala Čína mezinárodní výběrová řízení pro výstavbu jaderných elektráren Jang-ťiang a Sanmen pro reaktory generace III+. Čína nabídla zájemcům perspektivu, že by jejich model mohl být případně zvolen jako standardní model pro ambiciózní program výstavby budoucích jaderných elektráren v zemi. Westinghouse využil této příležitosti a požádal o tuto zakázku v roce 2004 s AP1000. V prosinci 2006 získal Westinghouse kontrakt na stavbu dvou AP1000 v lokalitě Yangjiang a dvou reaktorů v lokalitě Sanmen. Celková hodnota kontraktu byla 5,3 miliardy dolarů.
Při podpisu smlouvy Westinghouse souhlasil s prodejem technologie Číně, ale bez licenčních práv, která stále vlastnil Westinghouse. Tento krok se v některých případech setkal s ostrou kritikou a objevila se varování, že si tím Westinghouse může vytvořit konkurenci pomocí prodeje návrhu reaktoru, který sám vytvořil. Celkem Čína zaplatila 400 milionů eur za převod technologií a musí zaplatit dalších 15 milionů eur na licenčních nákladech za každý reaktor, který země postaví. Smlouva však dále stanovuje, že pro modely s elektrickým výkonem nad 1350 MW náleží licenční práva výhradně Číně a Westinghouse nad právy nemá žádnou kontrolu. Toho využila společnost Shanghai Nuclear Engineering jako příležitost a začaly vyvíjet reaktor CAP1400, dvousmyčkového systému podobnému CAP1000, ale upravený tak, aby jeho hrubý výkon zvětšil na 1520 MW. V dlouhodobém horizontu se také počítá s variantami CAP1700 a CAP2100, který by měl produkovat až 2200 MW hrubých. U těchto variant však bude muset dojít ke zvětšení komponent, protože stávající nejsou schopny vyvinout takový výkon.
S rozhodnutím čínské vlády ze dne 24. října 2012 realizovat střednědobý a dlouhodobý stavební program v letech 2011 až 2020 se standardním modelem Advanced Passive byl pro tento model reaktoru sestaven dlouhodobý plán vývoje, který poskytuje pro další úpravy a inovace modelu. To zajišťuje následující vývojové fáze:
- Přizpůsobení
  - Adaptace AP1000
  - CAP-L: Přizpůsobení CAP1000 čínským požadavkům a zvýšení výkonu reaktoru modelu bez významných úprav na CAP1400
- Inovace
  - CAP-S: Vývoj reaktoru v malé výkonové třídě pod 300 MW (CAP150, CAP-FNPP pro plovoucí jaderné elektrárny)
  - CAP-M: Vývoj reaktoru ve střední výkonové třídě mezi 300 a 900 MW
  - CAP-XL: Vývoj reaktoru ve velké výkonové třídě od 1700 MW (CAP1700 a vyšší)

Dne 21. června 2018 se blok Sanmen-1 stal prvním reaktorem s technologií Advanced Passive na světě, který dosáhl kritického stavu. Stalo se tak dříve, než ve Spojených státech, kde byl původně navržen. Navíc v čínské adaptaci.

## Stavba

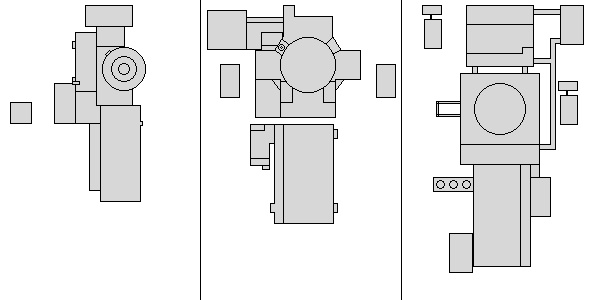
Srovnání velikostí bloků AP1000, EPR a VVER-TOI

Kromě pasivní ochrany je vlajkovou lodí řady reaktorů Advanced Passive modulární konstrukce reaktoru. Blok je navržen tak, aby prefabrikace modulů mohla probíhat ve vysoké míře na staveništi na zemi a poté mohly být zvednuty na stavěnou konstrukci reaktoru. To vede k výraznému zkrácení doby výstavby. Druhým rysem v této souvislosti jsou zjednodušené struktury systémů v těchto modulech, které umožňují úsporu materiálu. V AP1000 je použito celkem 122 modulů, které lze před instalací sestavit, včetně 41 modulů, které jsou umístěny v budově reaktoru, 42 modulů pro vedlejší budovy, 29 modulů pro strojovnu a 10 modulů pro zbývající části elektrárenského bloku. Plánování a organizace tohoto modulárního designu pochází od italské společnosti Ansaldo Nucleare. Protože jsou tyto moduly při zvedání do budovy reaktoru velmi těžké, je nutné použít speciální jeřáby. Ansaldo Nucleare primárně zvažoval čtyři jeřáby, včetně Sarens SCR-120, Mammoet PTC 130/160, ALW SK190 a Lampson LTL 3000. Všechny jeřáby mají nosnost zhruba 4 000 tun. Lampson LTL 3000 se používal v jaderné elektrárně Sanmen, první elektrárně, kde se začal stavět AP1000. Ve Spojených státech v elektrárnách Vogtle a V. C. Summer se používal jeřáb Bigge125D. Jeřáb byl instalován mezi bloky na okružní kolejové dráze, díky které může dosáhnout na oba stavěné bloky a komponenty položené poblíž.
Kromě modulů je potřeba nainstalovat celkem 99 částí potrubí, z toho 20 v budově reaktoru, 34 v budově kolem reaktoru a 45 ve strojovně. Počet významně velkých komponent je 12 v budově reaktoru, 29 v budově obestavby a 14 v strojovně. Spolu s moduly je třeba nainstalovat 276 dalších těžkých komponent.
Díky tomu, že systém má jen dvě smyčky, na rozdíl například od VVER-1000, který má čtyři, je výkon na smyčku u AP1000 mnohem větší, a proto je možné kruhový kontejnment zmenšit, protože smyček je méně. S tím také souvisí počet parogenerátorů, který je vždy jeden na smyčku. V tomto případě se do kontejnmentu místo čtyř musí vejít pouze dva.
Sám Westinghouse uvádí, že díky modulární konstrukci by v případě bezchybné organizace stavby mohla být jaderná elektrárna s AP1000 kompletně postavena do tří let, od počátku stavby až po naložení prvního paliva.

## Varianty podrobně

### AP600
Reaktor AP600 byl zcela první variantou řady Advanced Passive. Tvoří základ pro všechny další reaktory této řady. Blok je model ve střední výkonové třídě mezi 300 a 700 MW. Při tepelném výkonu 1940 MW dosahuje blok maximálního výkonu generátoru 675 MW, z toho 600 MW je dodáváno do elektrické sítě. Tento model byl zaměřen na efektivní provoz s vysokým koeficientem využití, také kompaktnost.
Poté, co následující model AP1000 získal licenci od NRC, Westinghouse již AP600 nenabízel. Žádný nebyl nikdy postaven.
Ačkoli byl projekt AP600 prakticky opuštěn, úspěchy z jeho vývoje byly začleněny do jaderných elektráren Westinghouse po celém světě. Například systém ochrany procesu Eagle 21 byl před certifikací integrován do jaderných elektráren Zion, Turkey Point, Sequoyah a South Texas. V jaderné elektrárně Beznau je využíván informační systém ANIS a pokročilý systém řízení alarmů AWARE. V jaderné elektrárně Sizewell B je použit řídicí systém a systém integrované ochrany. Dispečink, řídicí, přístrojový a ochranný systém byl poprvé v plné aplikaci použit v jaderné elektrárně Temelín v 90. letech.

#### Parametry[16]
|                         | AP600 – Generace III |                                                     |                        |                        |                  |                          |                |
| Elektrárna              | Elektrárna           | Reaktor                                             | Reaktor                | Primární okruh         | Primární okruh   | Turbogenerátor           | Turbogenerátor |
| Výkon (hrubý):          | 675 MW               | Výkon (tepelný):                                    | 1940 MW                | Smyčky:                | 2                | Počet                    | 1              |
| Výkon (čistý):          | 600 MW               | Vstupní teplota:                                    | 224,0 °C               | Provozní tlak:         | 155 bar          | Vysokotlaké části:       | 1              |
| Vlastní spotřeba bloku: | 75 MW                | Výstupní teplota:                                   | 315,6 °C               | Průtok oběh. čerpadly: | 2485 m³/s        | Nízkotlaké části:        | 2              |
| Účinnost:               | 31 %                 | Výška aktivní zóny:                                 | 3658 mm                | Výkon čerpadel:        | 4 × 2,61 MW      | Sestava turbogenerátoru: | VT+NT+NT+Gen.  |
| Příčné zrychlení:       | 0,30 g               | Průměr aktivní zóny:                                | 2921 mm                | Plocha výměníku:       | 2 × 6986 m²      | Otáčky:                  | 1800/min       |
| Kontejnment             | Kontejnment          | Vyhoření:                                           | 55 GWd/t               | Sekundární okruh       | Sekundární okruh | Generátor                | Generátor      |
| Vrstvy:                 | 1                    | - 100 paliv. článků - 45 článků s ovládacími tyčemi |                        | Provozní tlak:         | 57,4 bar         | Počet:                   | 1              |
| Druh vnější ochrany:    | Kontejnment          | - 100 paliv. článků - 45 článků s ovládacími tyčemi | Teplota napájecí vody: | 224,0 °C               | Přípustný výkon: | 880 MW                   |                |
| Max. tlak:              | 3,16 bar             | - 100 paliv. článků - 45 článků s ovládacími tyčemi | Teplota páry:          | 272,7 °C               | Efektivní výkon: | 675 MW                   |                |
| Tloušťka:               | 90 cm                | - 100 paliv. článků - 45 článků s ovládacími tyčemi | Průtok páry:           | 1,063 t/h              | Pracovní napětí: | 22 kV                    |                |

### EP1000
European Passive 1000 byl navržen jako součást projektu European Passive Plant v letech 1994 až 1996. Organizace pro vývoj reaktoru byla založena již v roce 1991. Blok je založen na AP600 a svého vyššího tepelného výkonu 2900 MW při elektrickém výkonu 1000 MW dosahuje přidáním třetí smyčky a použitím větší tlakové nádoby reaktoru se 193 palivovými soubory. Hlavní zaměření designu bylo na evropské požadavky a své jméno jako primárně evropský design si dělá díky vysokému stupni lokalizace, takže velká část komponent mohla být vyrobena v Evropě, namísto USA. Přestože byl návrh schválen podle evropských požadavků, našly se prvky, které požadavky stále nesplňovaly, mimo jiné včetně návrhu elektrického napájení, které je zálohováno pouze hlavním napájením, a chybějící redundantní nezávislá připojení nouzového napájení pro napájení bloku. V případě blackoutu to znamená, že některé důležité systémy již nemají proud a nejsou tedy funkční.
S vývojem AP1000 od roku 1999 pomalu končil vývoj EP1000, jehož návrhy a úspěchy byly začleněny do AP1000. Později AP1000 reaktor EP1000 zcela nahradil. Projekt byl ukončen v roce 2004 a není dostupný na trhu.

### AP1000
AP1000 byl vyvinut na základě AP600 a EP1000. Při tepelném výkonu 3400 MW dosahuje blok hrubého výkonu zhruba 1200 MW a čistého 1100 MW, který je odesílán do sítě. Zatímco budova AP1000 je v podstatě založena na budově EP1000, jaderný ostrov je jen zvětšenou verzí AP600, a proto je s ním do značné míry identický.
Projekty s AP1000 jako standardním modelem nabízeným společností Westinghouse jsou nabízeny do celého světa jako vlajková loď společnosti.
V roce 2004 se Westinghouse stal součástí NuStart, amerického konsorcia, které mělo otestovat a prokázat životaschopnost nové licenční cesty Nuclear Regulatory Commission s kombinovanými stavebními a provozními licencemi. Zde vznikla pro společnost vyhlídka na vybudování dvoublokového systému s AP1000. Zpočátku byla NuStart zodpovědná za získání kombinované stavební a provozní licence pro referenční elektrárnu se dvěma AP1000 v jaderné elektrárně Bellefonte. Projekt byl však zrušen, proto byl status referenční elektrárny převeden na jadernou elektrárnu Vogtle, na plánované bloky 3 a 4. Projekt získal stavební a provozní povolení, načež byla NuStart rozpuštěna.

#### Parametry[20]
|                         | AP1000 – Generace III+ |                                                    |                        |                        |                  |                          |                  |
| Elektrárna              | Elektrárna             | Reaktor                                            | Reaktor                | Primární okruh         | Primární okruh   | Turbogenerátor           | Turbogenerátor   |
| Výkon (hrubý):          | 1200 MW                | Výkon (tepelný):                                   | 3400 MW                | Smyčky:                | 2                | Počet                    | 1                |
| Výkon (čistý):          | 1100 MW                | Vstupní teplota:                                   | 279,4 °C               | Provozní tlak:         | 155 bar          | Vysokotlaké části:       | 1                |
| Vlastní spotřeba bloku: | 75 MW                  | Výstupní teplota:                                  | 315,6 °C               | Průtok oběh. čerpadly: | 4970 m³/s        | Nízkotlaké části:        | 3                |
| Účinnost:               | 32%                    | Výška aktivní zóny:                                | 4267 mm                | Výkon čerpadel:        | 4 × 4,48 MW      | Sestava turbogenerátoru: | VT+NT+NT+NT+Gen. |
| Příčné zrychlení:       | 0,30 g                 | Průměr aktivní zóny:                               | 2921 mm                | Plocha výměníku:       | 2 × 6986 m²      | Otáčky:                  | 1800/min         |
| Kontejnment             | Kontejnment            | Vyhoření:                                          | 60 GWd/t               | Sekundární okruh       | Sekundární okruh | Generátor                | Generátor        |
| Vrstvy:                 | 1                      | - 88 paliv. článků - 69 článků s ovládacími tyčemi |                        | Provozní tlak:         | 57,6 bar         | Počet:                   | 1                |
| Druh vnější ochrany:    | Kontejnment            | - 88 paliv. článků - 69 článků s ovládacími tyčemi | Teplota napájecí vody: | 226,7 °C               | Přípustný výkon: | 1375 MW                  |                  |
| Max. tlak:              | 5,07 bar               | - 88 paliv. článků - 69 článků s ovládacími tyčemi | Teplota páry:          | 272,8 °C               | Efektivní výkon: | 1237 MW                  |                  |
| Tloušťka:               | 90 cm                  | - 88 paliv. článků - 69 článků s ovládacími tyčemi | Průtok páry:           | 1,889 t/h              | Pracovní napětí: | 24 kV                    |                  |

### CAP1000
CAP1000 je verze AP1000 přizpůsobená čínským podmínkám. Oproti samotnému AP1000 byl model přizpůsoben čínským požadavkům a materiály a komponenty byly upraveny nebo nahrazeny čínskými. Oproti AP1000 má však reaktor horší některé parametry. Dále došlo k reorganizaci a zjednodušení výstavby víceblokových elektráren, což bylo nutné vzhledem k místním předpisům pro domácí jaderné elektrárny. Byly taky využito zkušeností z havárie elektrárny Fukušima Dajiči s nouzovým dispečinkem, zlepšením dlouhodobého zásobování vodou, dlouhodobým napájením a nouzovou budovou, kterou AP1000 standardně nemá. Další změny byly provedeny v charakteristikách systému, včetně snížení provozních teplot a tlaků a snížení návrhového tlaku kontejnmentu. Jedná se o standardní čínskou verzi, která se měla ve velkém stavět ve vnitrozemí a na pobřeží. Celkově je 80 % zařízení u těchto reaktorů konstrukčně identických, a tedy vyšší podíl než u AP1000. Pouze 20 % systému by mělo být přizpůsobeno místu. To má za cíl dosáhnout nejvyššího možného stupně standardizace a tím pádem snížení ceny a zvýšení rychlosti stavby.

#### Parametry[21]
|                         | CAP1000 – Generace III+ |                                                    |                        |                        |                  |                          |                  |
| Elektrárna              | Elektrárna              | Reaktor                                            | Reaktor                | Primární okruh         | Primární okruh   | Turbogenerátor           | Turbogenerátor   |
| Výkon (hrubý):          | 1250 MW                 | Výkon (tepelný):                                   | 3400 MW                | Smyčky:                | 2                | Počet                    | 1                |
| Výkon (čistý):          | 1000 MW                 | Vstupní teplota:                                   | 279,4 °C               | Provozní tlak:         | 155,13 bar       | Vysokotlaké části:       | 1                |
| Vlastní spotřeba bloku: | 250 MW                  | Výstupní teplota:                                  | 315,6 °C               | Průtok oběh. čerpadly: | 4968 m³/s        | Nízkotlaké části:        | 3                |
| Účinnost:               | 30%                     | Výška aktivní zóny:                                | 4267 mm                | Výkon čerpadel:        | 4 × 4,48 MW      | Sestava turbogenerátoru: | VT+NT+NT+NT+Gen. |
| Příčné zrychlení:       | 0,30 g                  | Průměr aktivní zóny:                               | 2921 mm                | Plocha výměníku:       | 2 × 6986 m²      | Otáčky:                  | 1500/min         |
| Kontejnment             | Kontejnment             | Vyhoření:                                          | 60 GWd/t               | Sekundární okruh       | Sekundární okruh | Generátor                | Generátor        |
| Vrstvy:                 | 1                       | - 88 paliv. článků - 69 článků s ovládacími tyčemi |                        | Provozní tlak:         | 56,1 bar         | Počet:                   | 1                |
| Druh vnější ochrany:    | Kontejnment             | - 88 paliv. článků - 69 článků s ovládacími tyčemi | Teplota napájecí vody: | 226,7 °C               | Přípustný výkon: | 1375 MW                  |                  |
| Max. tlak:              | 4,07 bar                | - 88 paliv. článků - 69 článků s ovládacími tyčemi | Teplota páry:          | 272,8 °C               | Efektivní výkon: | 1237 MW                  |                  |
| Tloušťka:               | 90 cm                   | - 88 paliv. článků - 69 článků s ovládacími tyčemi | Průtok páry:           | 1,889 t/h              | Pracovní napětí: | 24 kV                    |                  |

### CAP1400
Na základě AP1000 a CAP1000 vyvíjel Shanghai Nuclear Engineering Research and Design Institute od roku 2008 model reaktoru CAP1400. S tepelným výkonem reaktoru 4040 MW se očekávalo, že blok dosáhne hrubého elektrického výkonu 1500 MW a výkonu 1400 MW čistého. Detailně je CAP1400 zvětšenou variantou CAP1000. Pro dosažení účinnosti a výkonu pro 1400 MW elektrického výkonu byla zvýšena teplota chladicí kapaliny a počet palivových článků ze 157 na 193, ale oproti předchozím modelům nabízí nižší hustotu jádra, což zlepšuje rozptýlení tepla napříč jádrem. Na rozdíl od AP1000 a CAP1000 může CAP1400 pracovat výhradně s MOX palivem. Jaderné štěpení je řízeno 89 regulačními tyčemi. Kontejnment musel být zvýšen z důvodu většího objemu primárního okruhu. Ve srovnání s CAP1000 byl vnitřní průměr zvětšen z 39,624 metrů na 43 metrů a výška byla zvýšena z 65,643 metrů na 73,6 metrů. Kontejnment odolá tlaku 4,43 barů.
Technické vybavení je z velké části stejné jako u CAP1000. Parogenerátory se jednoduše zvětšily a jejich účinnost se zvýšila o 27 %. Čerpadla byla také zvětšena tak, že mohou čerpat kolem 21 642 metrů krychlových za hodinu. Rozdíl je také ve frekvencích motoru. Zatímco CAP1000 byl provozován s frekvencemi motorů v rozsahu 60 Hz kvůli přizpůsobení amerických systémů, CAP1400 byl přizpůsoben čínské energetické síti, takže frekvenci 50 Hz lze použít pro motory bez frekvenčního měniče. Detailní projekt reaktoru byl dokončen v lednu 2012.
Pákistán v březnu 2012 oznámil, že bude hledat vhodné místo pro jadernou elektrárnu pro CAP1400, ale později se plány změnily na Hualong One.

#### Parametry[21][26]
|                         | CAP1400 – Generace III+ |                                                     |                        |                        |                  |                          |                  |
| Elektrárna              | Elektrárna              | Reaktor                                             | Reaktor                | Primární okruh         | Primární okruh   | Turbogenerátor           | Turbogenerátor   |
| Výkon (hrubý):          | 1580 MW                 | Výkon (tepelný):                                    | 4040 MW                | Smyčky:                | 2                | Počet                    | 1                |
| Výkon (čistý):          | 1500 MW                 | Vstupní teplota:                                    | 284,3 °C               | Provozní tlak:         | 155 bar          | Vysokotlaké části:       | 1                |
| Vlastní spotřeba bloku: | 80 MW                   | Výstupní teplota:                                   | 323,7 °C               | Průtok oběh. čerpadly: | 6010 m³/s        | Nízkotlaké části:        | 3                |
| Účinnost:               | 34,4%                   | Výška aktivní zóny:                                 | 4267 mm                | Výkon čerpadel:        | 4 × 4,0 MW       | Sestava turbogenerátoru: | VT+NT+NT+NT+Gen. |
| Příčné zrychlení:       | 0,30 g                  | Průměr aktivní zóny:                                | 3370 mm                | Plocha výměníku:       | 2 × 14666 m²     | Otáčky:                  | 1500/min         |
| Kontejnment             | Kontejnment             | Vyhoření:                                           | 53 GWd/t               | Sekundární okruh       | Sekundární okruh | Generátor                | Generátor        |
| Vrstvy:                 | 1                       | - 104 paliv. článků - 89 článků s ovládacími tyčemi |                        | Provozní tlak:         | 56,1 bar         | Počet:                   | 1                |
| Druh vnější ochrany:    | Kontejnment             | - 104 paliv. článků - 89 článků s ovládacími tyčemi | Teplota napájecí vody: | 226,7 °C               | Přípustný výkon: | 1375 MW                  |                  |
| Max. tlak:              | 4,43 bar                | - 104 paliv. článků - 89 článků s ovládacími tyčemi | Teplota páry:          | 274,8 °C               | Efektivní výkon: | 1550 MW                  |                  |
| Tloušťka:               | 90 cm                   | - 104 paliv. článků - 89 článků s ovládacími tyčemi | Průtok páry:           | 2,244 t/h              | Pracovní napětí: | 24 kV                    |                  |

### CAP1700 a CAP2100
Po vývoji CAP1400 Čína plánuje vyvinout CAP1700 s 4900 MW tepelnými a 1900 MW hrubými a případně také CAP2100 s 5200 MW tepelnými a 2200 MW hrubými. Koncepční studie k tomu byla připravena již v roce 2007, souběžně s CAP1400. V současné době je ve vývoji pouze CAP1700. U CAP1700 byly dvě primární smyčky CAP1400 jednoduše zvětšeny, a proto bylo rozhodnuto dosáhnout vyššího výkonu rozšířením systému o třetí smyčku. Aktivní zóna se má skládat z 241 palivových souborů a bude pokračovat v dalším snižování hustoty aktivní zóny. Teploty chladicí kapaliny byly také zvýšeny. CAP2100 bude mít také tři primární smyčky, bude primárně spoléhat na snížení hustoty jádra pro zvýšení výkonu a bude mít do značné míry totožné parametry jako CAP1700. Zatímco CAP1700 má čistou účinnost kolem 32 %, CAP2100 by dosáhl čisté účinnosti kolem až 4 0%. Westinghouse a expert z Nuclear Regulatory Commission tvrdí, že je nemožné rozšířit pasivní chladicí systém do těchto rozměrů.

### CAP150
CAP150 je malý modulární reaktor s integrovaným primárním okruhem. Vývoj tohoto modelu začal v únoru 2012 a byl mu přikládán velký význam spolu s vývojem CAP1400. Důvodem pro vývoj tak malého modelu je plánovaná náhrada malých elektráren na konvenční paliva ve vzdálených energetických sítích a pro účely dálkového vytápění. Životnost provedení bude kolem 80 let, o 20 let delší než životnost sesterských modelů s indexem využití kolem 95% a palivovým cyklem tři roky. Blok má být o 20% dražší než CAP1400.

### CAP-FNPP
CAP- FNPP má být adaptovanou variantou Advanced Passive a má být kompaktním způsobem použit v plovoucích jaderných elektrárnách. Na základě toho je plánován reaktor o výkonu 200 MW , který by měl mít potenciál využití i v nákladních lodích s jaderným pohonem a dalších pobřežních plošinách. Životnost reaktorového systému se předpokládá kolem 60 let a uvést do provozu by se měl dát za necelé tři roky. Palivový cyklus se prodloužil na více než pět let. Stejně jako u dalšího většího modelu, CAP150, jsou také použity osvědčené palivové články typu Čchin-šan.

## Kompletní seznam všech provozních, budovaných, plánovaných a zrušených reaktorů
| Název                    | Typ reaktoru | Zahájení stavby | Připojení k síti | Stav, dodatečné informace                                                               | Čistý výkon (MW) | Hrubý výkon (MW) |
| ------------------------ | ------------ | --------------- | ---------------- | --------------------------------------------------------------------------------------- | ---------------- | ---------------- |
| Bellefonte-3             | AP1000       |                 |                  | Plánování zrušeno                                                                       |                  |                  |
| Bellefonte-4             | AP1000       |                 |                  | Plánování zrušeno                                                                       |                  |                  |
| Blahutovice/Tetov-1      | AP600 (?)    |                 |                  | Nabídka předložena v roce 1991, výběrové řízení zrušeno v roce 1993 bez výsledku        |                  |                  |
| Blahutovice/Tetov-2      | AP600 (?)    |                 |                  | Nabídka předložena v roce 1991, výběrové řízení zrušeno v roce 1993 bez výsledku        |                  |                  |
| Blue Castle-1            | AP1000       |                 |                  | Předvýběr v roce 2014                                                                   |                  |                  |
| Blue Castle-2            | AP1000       |                 |                  | Předvýběr v roce 2014                                                                   |                  |                  |
| Čang-čou-1               | CAP1000      |                 |                  | Plány se změnily ve prospěch reaktoru Hualong One                                       |                  |                  |
| Čang-čou-2               | CAP1000      |                 |                  | Plány se změnily ve prospěch reaktoru Hualong One                                       |                  |                  |
| Čang-čou-3               | CAP1000      |                 |                  | Plány se změnily ve prospěch reaktoru Hualong One                                       |                  |                  |
| Čang-čou-4               | CAP1000      |                 |                  | Plány se změnily ve prospěch reaktoru Hualong One                                       |                  |                  |
| Čang-čou-5               | CAP1000      |                 |                  | Plány se změnily ve prospěch reaktoru Hualong One                                       |                  |                  |
| Čang-čou-6               | CAP1000      |                 |                  | Plány se změnily ve prospěch reaktoru Hualong One                                       |                  |                  |
| Čuang-che-1              | CAP1000      |                 |                  |                                                                                         |                  |                  |
| Čuang-che-2              | CAP1000      |                 |                  |                                                                                         |                  |                  |
| Čuang-che-3              | CAP1000      |                 |                  |                                                                                         |                  |                  |
| Čuang-che-4              | CAP1000      |                 |                  |                                                                                         |                  |                  |
| Čuang-che-5              | CAP1000      |                 |                  | Plány se změnily ve prospěch reaktoru Hualong One                                       |                  |                  |
| Čuang-che-6              | CAP1000      |                 |                  | Plány se změnily ve prospěch reaktoru Hualong One                                       |                  |                  |
| Čyhyryn-1                | AP1000       |                 |                  | Objednáno v roce 2021                                                                   |                  |                  |
| Čyhyryn-2                | AP1000       |                 |                  | Objednáno v roce 2021                                                                   |                  |                  |
| Čyhyryn-3                | AP1000       |                 |                  | Objednáno v roce 2021                                                                   |                  |                  |
| Čyhyryn-4                | AP1000       |                 |                  | Objednáno v roce 2021                                                                   |                  |                  |
| Dukovany-5               | AP1000       |                 |                  | Nabídka učiněná v roce 2021, vyloučeno z výběrového řízení v roce 2024                  |                  |                  |
| Dukovany-6               | AP1000       |                 |                  | Nabídka učiněná v roce 2021, vyloučeno z výběrového řízení v roce 2024                  |                  |                  |
| Duwayhin-1               | AP1000       |                 |                  | Nabídka předložena v roce 2018, staženo z výběrového řízení v roce 2022                 |                  |                  |
| Duwayhin-2               | AP1000       |                 |                  | Nabídka předložena v roce 2018, staženo z výběrového řízení v roce 2022                 |                  |                  |
| Fu-ling-1                | CAP1000      |                 |                  | Plánování pozastaveno                                                                   |                  |                  |
| Fu-ling-2                | CAP1000      |                 |                  | Plánování pozastaveno                                                                   |                  |                  |
| Fu-ling-3                | CAP1000      |                 |                  | Plánování pozastaveno                                                                   |                  |                  |
| Fu-ling-4                | CAP1000      |                 |                  | Plánování pozastaveno                                                                   |                  |                  |
| Chaj-jang-1              | AP1000       | 2009            | 2018             | V provozu                                                                               |                  |                  |
| Chaj-jang-2              | AP1000       | 2010            | 2018             | V provozu                                                                               |                  |                  |
| Chaj-jang-3              | CAP1000      | 2022            |                  | Ve výstavbě                                                                             |                  |                  |
| Chaj-jang-4              | CAP1000      | 2023            |                  | Ve výstavbě                                                                             |                  |                  |
| Chaj-jang-5              | CAP1000      |                 |                  | Přípravné práce                                                                         |                  |                  |
| Chaj-jang-6              | CAP1000      |                 |                  | Přípravné práce                                                                         |                  |                  |
| Chaj-jang-SMR            | CAP200       |                 |                  |                                                                                         |                  |                  |
| Chaj-sing-1              | CAP1000      |                 |                  | Plány se změnily ve prospěch reaktoru Hualong One                                       |                  |                  |
| Chaj-sing-2              | CAP1000      |                 |                  | Plány se změnily ve prospěch reaktoru Hualong One                                       |                  |                  |
| Chaj-sing-3              | CAP1000      |                 |                  | Plány se změnily ve prospěch reaktoru Hualong One                                       |                  |                  |
| Chaj-sing-4              | CAP1000      |                 |                  | Plány se změnily ve prospěch reaktoru Hualong One                                       |                  |                  |
| Chaj-sing-5              | CAP1000      |                 |                  | Plány se změnily ve prospěch reaktoru Hualong One                                       |                  |                  |
| Chaj-sing-6              | CAP1000      |                 |                  | Plány se změnily ve prospěch reaktoru Hualong One                                       |                  |                  |
| Chmelnyckyj-5            | AP1000       |                 |                  | Objednáno v roce 2021                                                                   |                  |                  |
| Chmelnyckyj-6            | AP1000       |                 |                  | Objednáno v roce 2021                                                                   |                  |                  |
| Jižní Ukrajina-4         | AP1000       |                 |                  | Objednáno v roce 2021                                                                   |                  |                  |
| Kovvada-1                | AP1000       |                 |                  | Smluvní konflikt týkající se jaderné odpovědnosti                                       |                  |                  |
| Kovvada-2                | AP1000       |                 |                  | Smluvní konflikt týkající se jaderné odpovědnosti                                       |                  |                  |
| Kovvada-3                | AP1000       |                 |                  | Smluvní konflikt týkající se jaderné odpovědnosti                                       |                  |                  |
| Kovvada-4                | AP1000       |                 |                  | Smluvní konflikt týkající se jaderné odpovědnosti                                       |                  |                  |
| Kovvada-5                | AP1000       |                 |                  | Smluvní konflikt týkající se jaderné odpovědnosti                                       |                  |                  |
| Kovvada-6                | AP1000       |                 |                  | Smluvní konflikt týkající se jaderné odpovědnosti                                       |                  |                  |
| Kozloduj-7               | AP1000       |                 |                  | Nabídnuto v roce 2014, poté znovu v roce 2023, plánováno                                |                  |                  |
| Kozloduj-8               | AP1000       |                 |                  | Nabídnuto v roce 2014, poté znovu v roce 2023, plánováno                                |                  |                  |
| Laj-jang-1               | CAP1400      |                 |                  | Probíhají přípravné práce                                                               |                  |                  |
| Laj-jang-2               | CAP1400      |                 |                  | Probíhají přípravné práce                                                               |                  |                  |
| Laj-jang-3               | CAP1400      |                 |                  |                                                                                         |                  |                  |
| Laj-jang-4               | CAP1400      |                 |                  |                                                                                         |                  |                  |
| Laj-jang-5               | CAP1400      |                 |                  |                                                                                         |                  |                  |
| Laj-jang-6               | CAP1400      |                 |                  |                                                                                         |                  |                  |
| Levy County-1            | AP1000       |                 |                  | Plánování zrušeno                                                                       |                  |                  |
| Levy County-2            | AP1000       |                 |                  | Plánování zrušeno                                                                       |                  |                  |
| Lien-ťiang-1             | CAP1400      |                 |                  |                                                                                         |                  |                  |
| Lien-ťiang-2             | CAP1400      |                 |                  |                                                                                         |                  |                  |
| Lien-ťiang-3             | CAP1400      |                 |                  |                                                                                         |                  |                  |
| Lien-ťiang-4             | CAP1400      |                 |                  |                                                                                         |                  |                  |
| Lien-ťiang-5             | CAP1400      |                 |                  |                                                                                         |                  |                  |
| Lien-ťiang-6             | CAP1400      |                 |                  |                                                                                         |                  |                  |
| Lu-feng-1                | CAP1000      |                 |                  | Objednáno v roce 2024                                                                   |                  |                  |
| Lu-feng-2                | CAP1000      |                 |                  | Objednáno v roce 2024                                                                   |                  |                  |
| Lu-feng-3                | CAP1000      |                 |                  |                                                                                         |                  |                  |
| Lu-feng-4                | CAP1000      |                 |                  |                                                                                         |                  |                  |
| Lu-feng-5                | CAP1000      |                 |                  | Plány se změnily ve prospěch reaktoru Hualong One                                       |                  |                  |
| Lu-feng-6                | CAP1000      |                 |                  | Plány se změnily ve prospěch reaktoru Hualong One                                       |                  |                  |
| Lubiatowo-1              | AP1000       |                 |                  | Objednáno v roce 2022                                                                   |                  |                  |
| Lubiatowo-2              | AP1000       |                 |                  | Objednáno v roce 2022                                                                   |                  |                  |
| Lubiatowo-3              | AP1000       |                 |                  | Objednáno v roce 2022                                                                   |                  |                  |
| Niou-šan-1               | CAP1400      |                 |                  |                                                                                         |                  |                  |
| Niou-šan-2               | CAP1400      |                 |                  |                                                                                         |                  |                  |
| Niou-šan-3               | CAP1400      |                 |                  |                                                                                         |                  |                  |
| Niou-šan-4               | CAP1400      |                 |                  |                                                                                         |                  |                  |
| Niou-šan-5               | CAP1400      |                 |                  |                                                                                         |                  |                  |
| Niou-šan-6               | CAP1400      |                 |                  |                                                                                         |                  |                  |
| Oděsa-1                  | AP1000       |                 |                  | Objednáno v roce 2021                                                                   |                  |                  |
| Pa-mao-šan-1             | CAP1000      |                 |                  | Plánování pozastaveno                                                                   |                  |                  |
| Pa-mao-šan-2             | CAP1000      |                 |                  | Plánování pozastaveno                                                                   |                  |                  |
| Pa-mao-šan-3             | CAP1000      |                 |                  | Plánování pozastaveno                                                                   |                  |                  |
| Pa-mao-šan-4             | CAP1000      |                 |                  | Plánování pozastaveno                                                                   |                  |                  |
| Paj-lung-1               | CAP1000+     |                 |                  |                                                                                         |                  |                  |
| Paj-lung-2               | CAP1000+     |                 |                  |                                                                                         |                  |                  |
| Paj-lung-3               | CAP1400      |                 |                  |                                                                                         |                  |                  |
| Paj-lung-4               | CAP1400      |                 |                  |                                                                                         |                  |                  |
| Paj-lung-5               | CAP1400      |                 |                  |                                                                                         |                  |                  |
| Paj-lung-6               | CAP1400      |                 |                  |                                                                                         |                  |                  |
| Pcheng-ce-1              | CAP1000      |                 |                  | Přípravné práce dokončeny                                                               |                  |                  |
| Pcheng-ce-2              | CAP1000      |                 |                  | Přípravné práce dokončeny                                                               |                  |                  |
| Pcheng-ce-3              | CAP1000      |                 |                  | Přípravné práce dokončeny                                                               |                  |                  |
| Pcheng-ce-4              | CAP1000      |                 |                  | Přípravné práce dokončeny                                                               |                  |                  |
| Rovno-5                  | AP1000       |                 |                  | Objednáno v roce 2021                                                                   |                  |                  |
| Sanmen-1                 | AP1000       | 2009            | 2018             | V provozu                                                                               |                  |                  |
| Sanmen-2                 | AP1000       | 2009            | 2018             | V provozu                                                                               |                  |                  |
| Sanmen-3                 | CAP1000      | 2022            |                  | Ve výstavbě                                                                             |                  |                  |
| Sanmen-4                 | CAP1000      | 2023            |                  | Ve výstavbě                                                                             |                  |                  |
| Sanmen-5                 | CAP1000      |                 |                  | Plány se změnily ve prospěch reaktoru Hualong One                                       |                  |                  |
| Sanmen-6                 | CAP1000      |                 |                  | Plány se změnily ve prospěch reaktoru Hualong One                                       |                  |                  |
| Shearon Harris-2         | AP1000       |                 |                  | Plánování zrušeno                                                                       |                  |                  |
| Shearon Harris-3         | AP1000       |                 |                  | Plánování zrušeno                                                                       |                  |                  |
| Sien-ning-1              | CAP1000      |                 |                  | Plánování pozastaveno                                                                   |                  |                  |
| Sien-ning-2              | CAP1000      |                 |                  | Plánování pozastaveno                                                                   |                  |                  |
| Sien-ning-3              | CAP1000      |                 |                  | Plánování pozastaveno                                                                   |                  |                  |
| Sien-ning-4              | CAP1000      |                 |                  | Plánování pozastaveno                                                                   |                  |                  |
| Sü-ta-pao-1              | CAP1000      | 2023            |                  | Schváleno v roce 2023                                                                   |                  |                  |
| Sü-ta-pao-2              | CAP1000      | 2023            |                  | Schváleno v roce 2023                                                                   |                  |                  |
| Š'-tao-wan-I-1           | CAP1000      |                 |                  | Plány se změnily ve prospěch reaktoru Hualong One                                       |                  |                  |
| Š'-tao-wan-I-2           | CAP1000      |                 |                  | Plány se změnily ve prospěch reaktoru Hualong One                                       |                  |                  |
| Š'-tao-wan-I-3           | CAP1000      |                 |                  | Plány se změnily ve prospěch reaktoru Hualong One                                       |                  |                  |
| Š'-tao-wan-I-4           | CAP1000      |                 |                  | Plány se změnily ve prospěch reaktoru Hualong One                                       |                  |                  |
| Š'-tao-wan-1 (SN)        | CAP1400      | 2019            | 2024             | V provozu                                                                               |                  |                  |
| Š'-tao-wan-2 (SN)        | CAP1400      | 2020            |                  | Ve výstavbě                                                                             |                  |                  |
| Temelín-3                | AP600 (?)    |                 |                  | Nabídka předložena v roce 1991, výběrové řízení zrušeno v roce 1993 bez výsledku        |                  |                  |
| Temelín-4                | AP600 (?)    |                 |                  | Nabídka předložena v roce 1991, výběrové řízení zrušeno v roce 1993 bez výsledku        |                  |                  |
| Temelín-3                | AP1000       |                 |                  | Nabídka předložena v roce 2009, výběrové řízení zrušeno v roce 2014 bez zadání zakázky. |                  |                  |
| Temelín-4                | AP1000       |                 |                  | Nabídka předložena v roce 2009, výběrové řízení zrušeno v roce 2014 bez zadání zakázky  |                  |                  |
| Temelín-3                | AP1000       |                 |                  | Nabídka učiněná v roce 2023 jako opce na vyžádání, v roce 2024 vyloučena ze soutěže     |                  |                  |
| Temelín-4                | AP1000       |                 |                  | Nabídka učiněná v roce 2023 jako opce na vyžádání, v roce 2024 vyloučena ze soutěže     |                  |                  |
| Thrákie-1                | CAP1400      |                 |                  | Jednání od roku 2014, dříve AP1000                                                      |                  |                  |
| Thrákie-2                | CAP1400      |                 |                  | Jednání od roku 2014, dříve AP1000                                                      |                  |                  |
| Thrákie-3                | CAP1400      |                 |                  | Jednání od roku 2014                                                                    |                  |                  |
| Thrákie-4                | CAP1400      |                 |                  | Jednání od roku 2014                                                                    |                  |                  |
| Tchaj-pching-ling-1      | CAP1000      |                 |                  | Plány se změnily ve prospěch reaktoru Hualong One                                       |                  |                  |
| Tchaj-pching-ling-2      | CAP1000      |                 |                  | Plány se změnily ve prospěch reaktoru Hualong One                                       |                  |                  |
| Tchaj-pching-ling-3      | CAP1000      |                 |                  | Plány se změnily ve prospěch reaktoru Hualong One                                       |                  |                  |
| Tchaj-pching-ling-4      | CAP1000      |                 |                  | Plány se změnily ve prospěch reaktoru Hualong One                                       |                  |                  |
| Tchaj-pching-ling-5      | CAP1000      |                 |                  | Plány se změnily ve prospěch reaktoru Hualong One                                       |                  |                  |
| Tchaj-pching-ling-6      | CAP1000      |                 |                  | Plány se změnily ve prospěch reaktoru Hualong One                                       |                  |                  |
| Tchao-chua-ťiang-1       | CAP1000      |                 |                  | Přípravné práce dokončeny, plánování pozastaveno                                        |                  |                  |
| Tchao-chua-ťiang-2       | CAP1000      |                 |                  | Přípravné práce dokončeny, plánování pozastaveno                                        |                  |                  |
| Turkey Point-1           | AP1000       |                 |                  | Plánování zrušeno                                                                       |                  |                  |
| Turkey Point-2           | AP1000       |                 |                  | Plánování zrušeno                                                                       |                  |                  |
| Ťi-jang-1                | CAP1000      |                 |                  | Plánování pozastaveno                                                                   |                  |                  |
| Ťi-jang-2                | CAP1000      |                 |                  | Plánování pozastaveno                                                                   |                  |                  |
| Ťi-jang-3                | CAP1000      |                 |                  | Plánování pozastaveno                                                                   |                  |                  |
| Ťi-jang-4                | CAP1000      |                 |                  | Plánování pozastaveno                                                                   |                  |                  |
| Ťia-mu-s'-SMR-1          | CAP200       |                 |                  |                                                                                         |                  |                  |
| Ťia-mu-s'-SMR-2          | CAP200       |                 |                  |                                                                                         |                  |                  |
| Ťia-mu-s'-SMR-3          | CAP200       |                 |                  |                                                                                         |                  |                  |
| Ťia-mu-s'-SMR-4          | CAP200       |                 |                  |                                                                                         |                  |                  |
| Ťin-čchi-men-1           | CAP1000      |                 |                  | Plány se změnily ve prospěch reaktoru Hualong One                                       |                  |                  |
| Ťin-čchi-men-2           | CAP1000      |                 |                  | Plány se změnily ve prospěch reaktoru Hualong One                                       |                  |                  |
| Ťin-čchi-men-3           | CAP1000      |                 |                  | Plány se změnily ve prospěch reaktoru Hualong One                                       |                  |                  |
| Ťin-čchi-men-4           | CAP1000      |                 |                  | Plány se změnily ve prospěch reaktoru Hualong One                                       |                  |                  |
| Ťin-čchi-men-5           | CAP1000      |                 |                  | Plány se změnily ve prospěch reaktoru Hualong One                                       |                  |                  |
| Ťin-čchi-men-6           | CAP1000      |                 |                  | Plány se změnily ve prospěch reaktoru Hualong One                                       |                  |                  |
| Ťing-jü-2                | CAP1000      |                 |                  | Plánování pozastaveno                                                                   |                  |                  |
| Ťing-jü-3                | CAP1000      |                 |                  | Plánování pozastaveno                                                                   |                  |                  |
| Ťing-jü-4                | CAP1000      |                 |                  | Plánování pozastaveno                                                                   |                  |                  |
| Ťing-jü-5                | CAP1000      |                 |                  | Plánování pozastaveno                                                                   |                  |                  |
| Ťing-jü-6                | CAP1000      |                 |                  | Plánování pozastaveno                                                                   |                  |                  |
| V. C. Summer-2           | AP1000       | 2013            |                  | Výstavba zastavena v roce 2017                                                          |                  |                  |
| V. C. Summer-3           | AP1000       | 2013            |                  | Výstavba zastavena v roce 2017                                                          |                  |                  |
| Vogtle-3                 | AP1000       | 2013            | 2023             | V provozu                                                                               |                  |                  |
| Vogtle-4                 | AP1000       | 2013            | 2024             | V provozu                                                                               |                  |                  |
| William States Lee III-1 | AP1000       |                 |                  | Plánování zrušeno                                                                       |                  |                  |
| William States Lee III-2 | AP1000       |                 |                  | Plánování zrušeno                                                                       |                  |                  |